# Amfiteatrof Music Festival
L'Amfiteatrof Music Festival, nato e conosciuto anche come Festival Massimo Amfiteatrof, è un festival di musica classica e musica da camera che si tiene, dal 1992, ogni estate a Levanto, cittadina ligure in provincia della Spezia, e nei comuni vicini.

La rassegna è dedicata a Massimo Amfiteatrof (nome di battesimo Maksim Aleksandrovič Amfiteatrov), violocellista di fama internazionale, definito il Caruso dei violoncellisti, che nei primi decenni del Novecento si trasferì da San Pietroburgo in Italia prima a Cavi di Lavagna e quindi a Levanto nel 1922, ove morì nel 1990.

L'organizzazione dei concerti è affidata all'Associazione Festival Amfiteatrof, attualmente presieduta da Angela Fenwick.

## Il festival
Nato due anni dopo la scomparsa di Massimo Amfiteatrof per commemorare il famoso violoncellista, l'Amfiteatrof Music Festival è noto per i luoghi in cui sono tenuti i concerti, di pregio sia dal punto di vista storico-architettonico (chiese, conventi, castelli, edifici storici, piazze, piazzette e centri storici), sia da quello paesaggistico-naturalistico (giardini di ville nobiliari, alture che dominano sulla costa): proprio per tali qualità il Festival è meta dei molti turisti che affollano nella bella stagione la riviera ligure di levante limitrofa alle Cinque Terre.
Nei cartelloni figurano concerti di musica classica, musica da camera, solisti e orchestre, ma anche spettacoli di carattere formativo (giornate di studi, laboratori, corsi), didattico (rappresentazioni e operine per bambini e ragazzi) e performance d'impronta contemporanea e sperimentale, frutto di contaminazioni fra la musica e altre forme di espressione artistica.

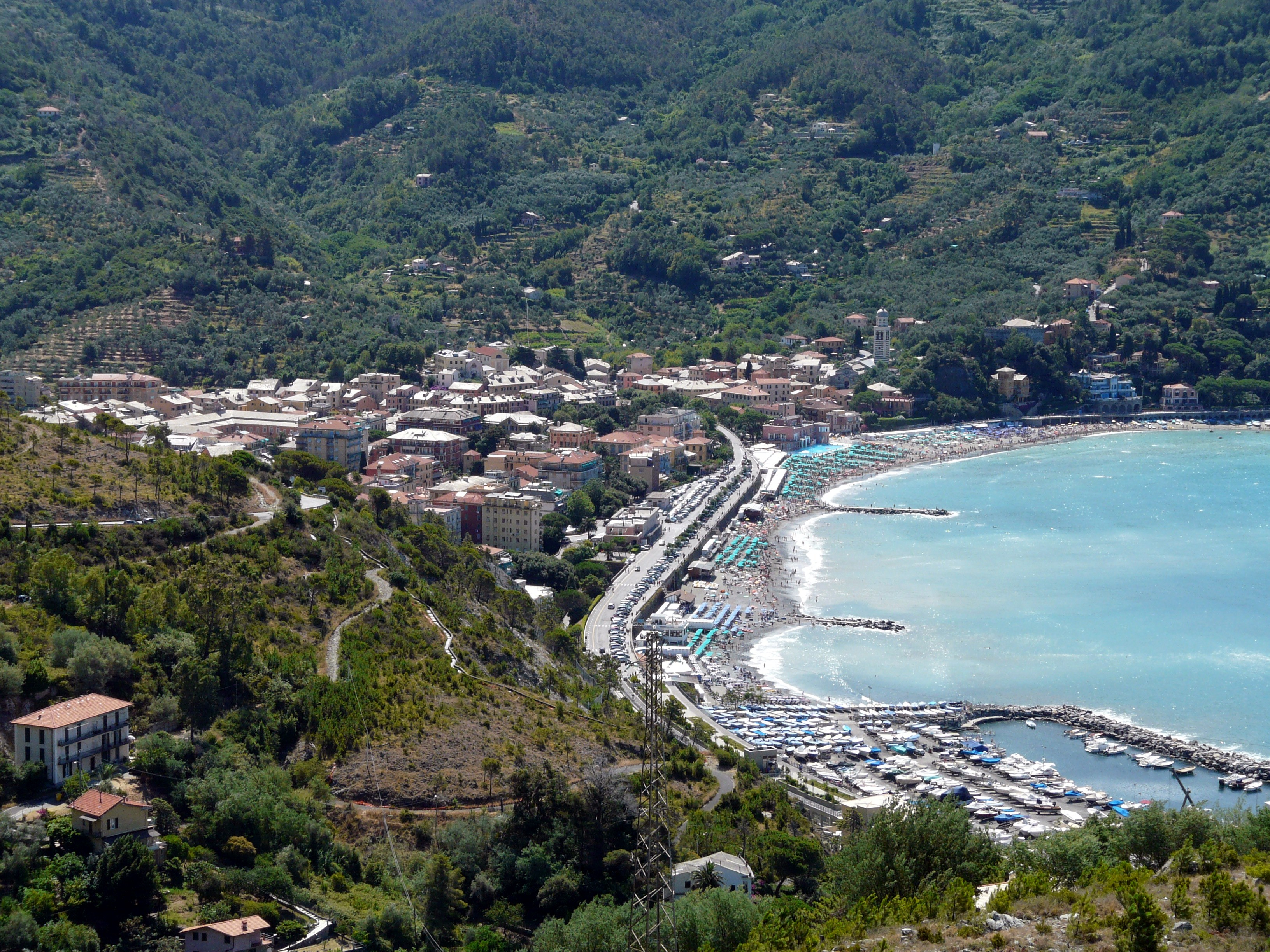
Levanto, sede principale del Festival

Originariamente organizzato nel piccolo chiostro del Convento della Santissima Annunziata di Levanto, il Festival si è successivamente spostato sul sagrato della chiesa parrocchiale di Sant’Andrea. Oggi i concerti sono dislocati in più sedi e toccano i luoghi più suggestivi della cittadina e dei paesi limitrofi della costa spezzina (Framura, Bonassola) e dell'interno (Brugnato e Val di Vara)..
Fra gli artisti e le ensemble che si sono esibite all'Amfiteatrof Music Festival si segnalano la Camerata RCO (Orchestra reale del Concertgebouw), in residenza al Festival dal 2009 al 2015, l'Orchestra di Padova e del Veneto, il Dynamis Ensemble, l'Ensemble Berlin con gli strumentisti dei Berliner Philharmoniker, Elena Denisova, Alexander Lonquich, Daria van den Bercken, i Cameristi del Maggio Musicale Fiorentino, Moni Ovadia, la Palo Alto Chamber Orchestra, Floris Mijnders, Manami Hama, Andrea Bacchetti, Mariangela Vacatello, Domenico Nordio, la Palestine Youth Orchestra, Antonio Ballista, Bruno Canino, Davide Cabassi e altri solisti ed ensemble di richiamo internazionale.
Nel 2017, in occasione della XXVI edizione, il Festival prende il nome di Amfiteatrof Music Festival.

Massimo Amfiteatrof, il Caruso dei Violoncellisti, al quale il Festival è dedicato

## I luoghi dell'Amfiteatrof Music Festival
L'Amfiteatrof Music Festival propone molte location per i suoi concerti che, oltre a Levanto, coinvolgono altri paesi vicini.
- a Levanto i concerti sono ospitati presso la Chiesa di Sant'Andrea, l'Oratorio di San Giacomo, il Convento delle Clarisse, i giardini di Villa Agnelli, la Piazzetta della Loggia, la Piazzetta della Compera, il Convento della Santissima Annunziata, nonché nelle frazioni di Montale e Chiesanuova;

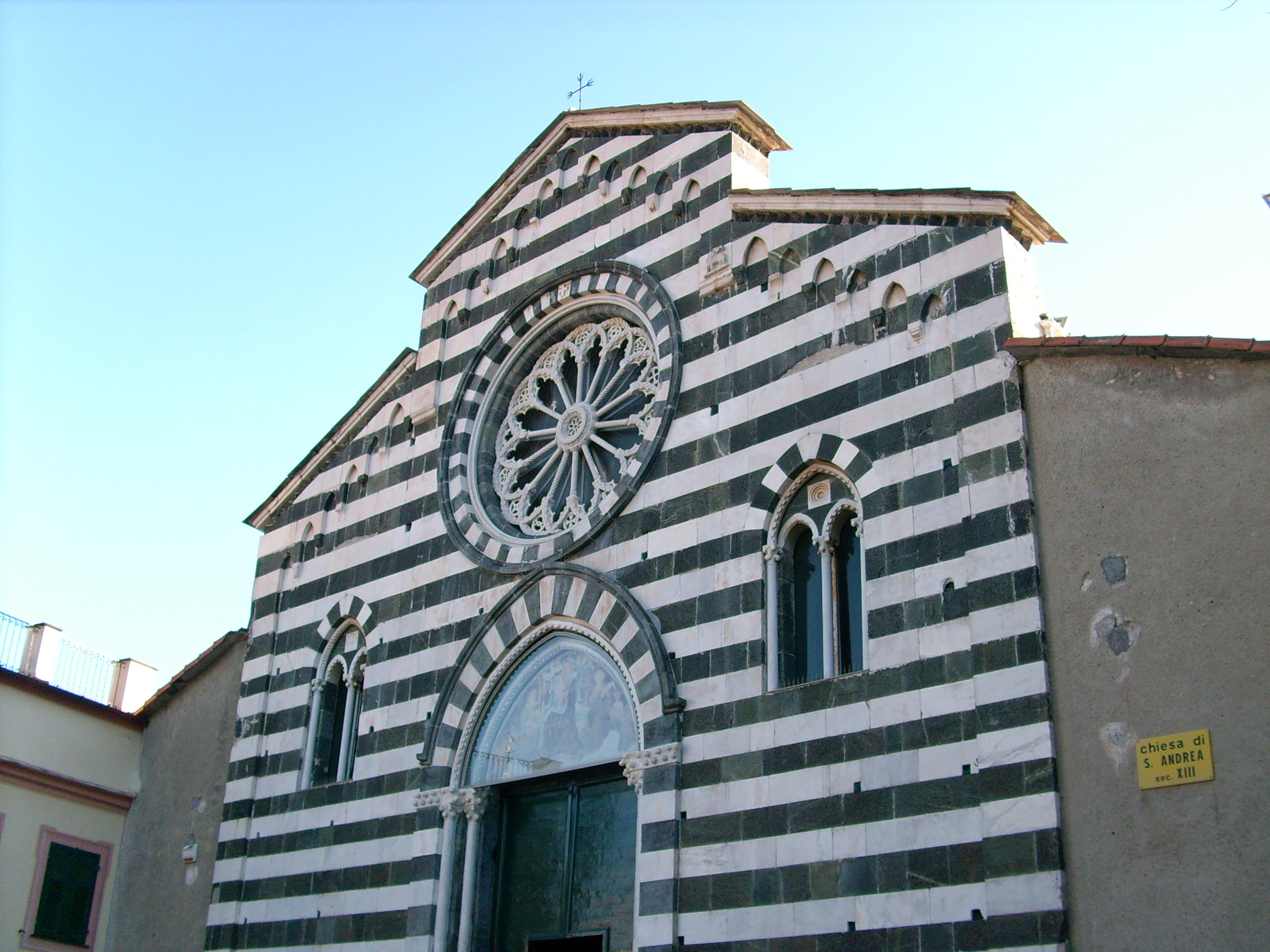
La Chiesa di Sant'Andrea, sede ricorrente dei concerti del Festival

- a Bonassola presso la Chiesa di Santa Caterina d'Alessandria e l'Oratorio di Sant'Erasmo;
- a Framura, in frazione Costa, presso la Chiesa di San Martino.

Il Festival collabora inoltre con alcune realtà musicali e culturali del territorio e della Liguria, come il Festival Paganiniano di Carro, il Festival di Cervo e il Festival "Le Vie del Barocco" di Genova.